# Granulodiplodia
Granulodiplodia — рід грибів родини Botryosphaeriaceae. Назва вперше опублікована 1973 року.